# Deejay TV
Deejay TV è una rete televisiva musicale italiana, diffusa in chiaro sul digitale terrestre.

## Storia
Nel 2002 una società editrice del Gruppo Editoriale L'espresso lancia la tv satellitare musicale Deejay TV. Dal 2002 al 2003 il canale trasmette i propri contenuti free to air. Nel 2003 viene siglato un accordo con Sky Italia e Deejay TV diventa un canale a pagamento, diffuso dalla neonata piattaforma di Rupert Murdoch. A partire dal 2007, il canale diventa disponibile anche per la televisione via cavo, sempre a pagamento, con le piattaforme TV di Fastweb, Alice Home TV e Infostrada TV.
Il 19 ottobre 2009, l'emittente nazionale italiana All Music, acquistata nel 2004 dal Gruppo L'Espresso, cessa le proprie trasmissioni. A partire da quella data, su tale canale vanno in onda videoclip musicali e un promo che annunciava la nascita di un nuovo canale. Il 1º novembre 2009, il brand Deejay TV viene slegato dall'emittente satellitare pay, divenendo ufficialmente il nuovo nome di All Music. Editore della nuova Deejay TV fu All Music S.p.A., società controllata dal Gruppo L'Espresso. Su Sky, invece, il canale musicale mantiene intatta la propria programmazione, assumendo, però, un nuovo nome: MyDeejay.
Dal 27 febbraio 2012, il canale trasmette nel formato panoramico 16:9, mentre dal 21 aprile dello stesso anno il canale passa dalla ricezione satellitare free to air a quella free to view.
Il 26 novembre 2010 nella definizione del posizionamento dei canali televisivi distribuiti sul digitale terrestre (LCN) il Ministero dello sviluppo economico aveva assegnato la posizione 9 a Deejay TV, numero tuttavia rimesso in discussione a seguito dei provvedimenti del TAR e del Consiglio di Stato.
La rete, che inizialmente era nata come un canale musicale, a partire dal mese di gennaio 2013 dedica una minima parte del suo palinsesto ai video ed alla musica in generale; solo all'interno di Deejay chiama Italia e del programma pomeridiano Occupy Deejay si parla infatti di musica, ma per lo più vengono trasmessi telefilm, film e programmi autoprodotti. Nello stesso periodo si ha un dilagare nel pomeriggio delle televendite targate "DMC Shop", che con la loro durata di mezz'ora ciascuna vanno a togliere spazio alle trasmissioni regolari.
Dall'inizio del 2014 il canale affronta una drastica decadenza e rischia la chiusura a causa di una crisi economica dovuta ad una flessione degli introiti pubblicitari, come annunciato dallo stesso Linus in un'intervista.
Il 22 gennaio 2015 viene raggiunto un accordo tra il Gruppo Espresso e Discovery Italia per la cessione a quest'ultimo di All Music S.p.A..
Dal 1º febbraio 2015 il canale passa a Discovery Italia per poi mutarlo in Nove, mantenendone il nome Deejay TV e il relativo logo fino al 2016.
Dall'8 gennaio 2018, a seguito dell'annuncio di acquisizione da parte di Elemedia del canale 69 sul digitale terrestre, il canale torna nuovamente attivo sul mux Rete A 1 con in onda un cartello. La ripartenza ufficiale delle trasmissioni è avvenuta il 14 gennaio 2018 sia sul digitale terrestre sia al canale 714 della piattaforma Sky Italia (sostituendo anche myDeejay). Il canale trasmette il programma Deejay chiama Italia in simulcast con Radio Deejay (anche in replica serale) oltre a video musicali, la classifica 30 Songs e Summer Camp.
Dal 1º luglio 2019 il canale non è più disponibile su Sky Italia.
Dal 22 luglio 2019 sul digitale terrestre è disponibile esclusivamente in alta definizione.
Il 17 settembre 2019 nel logo di rete viene inserita la dicitura HD.
Il 22 ottobre 2021 viene rimossa la dicitura HD dal logo di rete, ma il canale rimane comunque in alta definizione.

## Palinsesto

### Attualmente in onda
- 50 Songs
- La musica di Radio Deejay
- Deejay chiama Italia
- Summer Camp
- Say Waaad?
- Playlist:Radio Linetti
- Playlist:Pinocchio
- Deejay Time
- Good Time

### Precedentemente in onda
- 24/7 (Ventiquattrosette)
- Almost true
- Believers
- Code Monkeys
- Coffee & Deejay
- Dalle 2 alle 5
- Deejay Hits
- Deejay Music Club
- Deejay News Beat
- Deejay Night
- Deejayography
- Deejay TG
- Dj Stories
- Dvj
- Dvj Pop
- Energy Night Tour
- Fino alla fine del mondo
- Friday (Friday: The Animated Series)
- Fuori Frigo
- GoodHero
- Havana Film Project
- Iconoclast
- Invece No
- Jack on tour
- Jack Osbourne: No Limits
- Lato C
- Le strade di Max
- Live From The Running Club
- Living in America
- Lorem Ipsum
- Motherboard
- Nientology
- Occupy Deejay
- Odd Job Jack
- Pascalistan
- Platinissima Good Evening
- Pop App Live
- Queen Size
- Rock Deejay
- R.U.F.U.S.
- Shot By Kern
- Shuffolato
- The Club
- The Flow
- The Life & Times of Tim
- Trin Trun Tran
- Un giorno da cani
- Uomini che studiano le donne
- Vacanze romagne
- Via Massena
- Night Rmx
- m2.0
- Deejay ti vuole
- Senza Palla
- F.A.Q. - Frequently Asked Questions
- Deejay Today

#### Serie TV
- American Horror Story
- Breaking Bad
- Freaks!
- Jane stilista per caso
- JAG - Avvocati in divisa
- Life as We Know It
- Lincoln Heights - Ritorno a casa
- Melissa & Joey
- Le nove vite di Chloe King
- Revenge
- The River
- Switched at Birth - Al posto tuo
- Wilfred
- Zero Hour

## Ascolti

### Share mensile
Dati Auditel relativi al giorno medio mensile sul target individui 4+.
| Anno | Gen   | Feb   | Mar   | Apr   | Mag   | Giu   | Lug   | Ago   | Set   | Ott   | Nov   | Dic   | Media anno |
| ---- | ----- | ----- | ----- | ----- | ----- | ----- | ----- | ----- | ----- | ----- | ----- | ----- | ---------- |
| 2018 | 0,03% | 0,05% | 0,05% | 0,05% | 0,05% | 0,06% | 0,05% | 0,06% | 0,06% | 0,06% | 0,07% | 0,10% | 0,06%      |
| 2019 | 0,06% | 0,07% | 0,08% | 0,08% | 0,08% | 0,08% | 0,10% | 0,10% | 0,08% | 0,07% | 0,07% | 0,07% | 0,08%      |
| 2020 | 0,07% | 0,06% | 0,08% | 0,10% | 0,08% | 0,08% | 0,09% | 0,11% | 0,08% | 0,07% | 0,06% | 0,07% | 0,07%      |
| 2021 | 0,06% | 0,06% | 0,06% | 0,06% | 0,06% | 0,06% | 0,06% | 0,07% | 0,07% | 0,06% | 0,06% | 0,07% | 0,06%      |
| 2022 | 0,05% | 0,06% | 0,05% | 0,06% | 0,06% | 0,06% | 0,06% | 0,06% | 0,07% | 0,07% | 0,06% | 0,06% | 0,06%      |
| 2023 | 0,07% | 0,06% | 0,07% | 0,07% | 0,07% | 0,07% | 0,07% | 0,09% | 0,07% | 0,07% | 0,07% | 0,08% | 0,07%      |
| 2024 | 0,07% | 0,05% | 0,07% | 0,06% | 0,06% | 0,07% | 0,06% | 0,07% | 0,07% | 0,06% | 0,06% | 0,06% | 0,06%      |
| 2025 | 0,06% | 0,05% | 0,05% | 0,06% | 0,04% | 0,05% |       |       |       |       |       |       |            |